# Florian Peter
Florian Peter (* 27. Januar 2000) ist ein deutscher Sportschütze und Weltmeister mit der Zentralfeuerpistole.

## Werdegang
Bei der Schieß-Weltmeisterschaften 2023 in Baku gelang es Peter, mit seinen Teamkollegen Christian Reitz und Oliver Geis in der Disziplin 25 m Zentralfeuerpistole Mannschaft den ersten Platz zu belegen und sich zum Weltmeister zu küren.
Bei den Olympischen Sommerspielen 2024 in Paris schaffte es Peter an achter Position, sich für das Finale im 25-m-Schnellfeuerpistole-Schießen zu qualifizieren. Dort fehlt ihm ein einziger Treffer, um sich die Bronzemedaille zu sichern, womit er den Wettkampf an vierter Stelle abschloss.
Im Juli 2025 konnte Peter bei der EM in Châteauroux mit der Schnellfeuerpistole den Einzelwettbewerb für sich entscheiden und sicherte sich Gold. Kurz zuvor hatte er bereits mit seinen Mannschaftskollegen Christian Reitz und Emanuel Müller Silber in der Mannschaftswertung erzielt.